# Войцлава-Феодора Ройсс
Принцеса Войцлава-Феодора Еліза Марія Елізабет Ройсс, уроджена герцогиня Мекленбурзька (нім. Woizlawa-Feodora Elise Marie Elisabeth Prinzessin Reuß (Herzogin zu Mecklenburg); 17 грудня 1918, Росток — 3 червня 2019, Гервіль) — німецька принцеса, одна з останніх представників дому Мекленбург-Шверін.

## Біографія
Єдина дочка герцога Адольфа Фрідріха Мекленбурзького і його дружини Вікторії-Феодори, уродженої принцеси Ройсс молодшої лінії. Мати Войцлави померла наступного дня після її народження. Слов'янське ім'я принцеса отримала в пам'ять про Воїславу, дружину Прибіслава, першого герцога Мекленбурзького. Провела дитинство в основному з батьком в Бад-Доберані, в бабусі по батьковій лінії в Людвігслюсті й в батьків матері в Гайлігендаммі. В 1937 році взяла участь у весіллі своєї двоюрідної сестри Юліани, будучи подругою нареченої.
15 вересня 1939 року вийшла заміж за свого далекого родича принца Генріха I Ройсс-Кестріцького. В пари народились 6 дітей.
В 1941 році чоловік Войцлави був звільнений з вермахту через травму і вони поселились в сімейному замку Остерштайн. 6 квітня 1945 року принцеса стала свідком руйнування замку внаслідок бомбардування, після якого сім'я переїхала в замок Еберсдорф в Тюрингії. Влітку 1945 року, коли американські війська покинули Тюрингію, сім'я переїхала в Бюдінген, де Войцлава прожила до 1991 року. Дядько принцеси і, одночасно, вітчим її чоловіка принц Генріх XLV Ройсс молодшої лінії, який відвідав замок в серпні 1945 року, був викрадений співробітниками НКВС і зник безвісти.
Після об'єднання Німеччини Войцлава повернулась в Геру і наступні 15 років прожила в маленькій квартирі у вцілілій частині замку Остерштайн. З 1990 року, будучи спадкоємицею свого чоловіка, принцеса вимагала реституції, тобто повернення всього нерухомого і рухомого майна, відібраного комуністами. Внаслідок численних судових процесів протягом наступних 20 років Войцлава отримала близько 700 сімейних цінностей, які були музейними експонатами, замки Тальвіц і Вальдманншайль і деякі лісові володіння. В 2005 році, через членство в релігійній організації Fiat Lux, переїхала в Південний Шварцвальд, де прожила решту життя у власній квартирі в Гервілі. В 2018 році дала інтерв'ю міській газеті Гери Ostthüringer Zeitung з нагоди свого 100-річчя. 
Принцеса Войцлава померла від короткої важкої хвороби і була похована на цвинтарі сім'ї Зольмс-Лаубах в монастирі Арнсбург. На той момент вона була однією з останніх представників дому Мекленбург-Шверін разом із своїми двоюрідними сестрами Донатою і Едвіною, найстарішою представницею королівських сімей і найстарішою жителькою Гервіля.

## Родина
Чоловік — Генріх I Ройсс-Кестріцький
Діти:
- Феодора Елізабет Софія (5 лютого 1942)
- Генріх VIII (30 серпня 1944)
- Генріх IX (30 червня 1947)
- Генріх X (28 липня 1948)
- Генріх XIII (4 грудня 1951)
- Генріх XV (9 жовтня 1956)